# 蒂尔克
蒂尔克（法語：Tilques，法語發音：[tilk]）是法国上法蘭西大區加来海峡省的一个市镇，属于圣奥梅尔区。

## 地理
蒂尔克（50°46'39"N, 2°12'15"E）面积7.29 平方千米，位于法国上法蘭西大區加来海峡省，该省份为法国北部沿海省份，西北濒北海，南至索姆省，东临北部省。
与蒂尔克接壤的市镇（或旧市镇、城区）包括：圣奥梅尔、萨尔佩维克、塞尔克、聚多斯克。

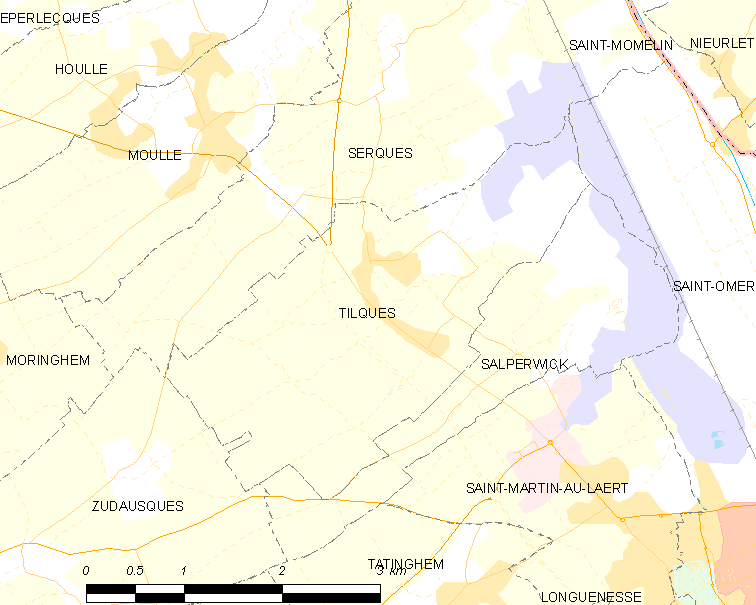
蒂尔克的OSM定位图

蒂尔克的时区为UTC+01:00、UTC+02:00（夏令时）。

## 行政
蒂尔克的邮政编码为62500，INSEE市镇编码为62819。

## 政治
蒂尔克所属的省级选区为圣奥梅尔县。

## 人口

1962-2008年间蒂尔克人口变化图示

蒂尔克于2022年1月1日时的人口数量为1063人。